# Brachyrhaphis parismina
Brachyrhaphis parismina es un pez de la familia de los pecílidos en el orden de los ciprinodontiformes.

## Morfología
Los machos pueden alcanzar los 7 cm de longitud total.

## Distribución geográfica
Se encuentran en Centroamérica: Costa Rica.